# Винсенс (Индијана)
Винсенс (енгл. Vincennes) град је у америчкој савезној држави Индијана.

## Демографија
По попису из 2010. године број становника је 18.423, што је 278 (-1,5%) становника мање него 2000. године.
| Група             | 2000.          | 2010.          |
| Белци             | 17.564 (93,9%) | 16.754 (90,9%) |
| Афроамериканци    | 613 (3,3%)     | 866 (4,7%)     |
| Азијати           | 134 (0,7%)     | 136 (0,7%)     |
| Хиспаноамериканци | 191 (1,0%)     | 353 (1,9%)     |
| Укупно            | 18.701         | 18.423         |